# 水間詠子
水間 詠子（みずま うたこ、1965年2月15日 - ）は、日本のボディビルダー。宮崎県都城市出身。日本ボディビル・フィットネス連盟所属。

## 人物・来歴
日本を代表するボディビルダーの一人で、出場する大会では上位入賞の常連である。
1997年ワールドゲームズにて52kg以下級で優勝、1997年アジア女子ボディビル選手権にて52kg以下級で優勝。
素朴な人柄で、ひたむきに努力を積み重ねるタイプの選手である。筋肉量に関して言えば日本の女性ボディビルダーの中では最高峰である。
国会議員の秘書を務めている。